# Osvaldo Castro
Osvaldo Castro Pelayo (Copiapó, Chile, 14 de abril de 1947), más conocido por su apodo, "Pata Bendita", es un exfutbolista profesional chileno, que jugaba de delantero.
Era conocido por su potente disparo de pierna izquierda y su gran olfato goleador. En el cómputo de los mayores goleadores de la historia que hace la IFFHS en cuanto a torneos de Primera División, Castro anotó en Chile y México un total de 358 goles en 620 partidos oficiales, por lo que es el futbolista chileno más goleador de la historia, ocupando también el 23.er lugar en el mundo, el 9.º en Sudamérica y el sexto de la Liga Mexicana.

## Trayectoria
En Chile, Osvaldo inició su carrera en Unión La Calera, en 1965. Luego de destacar en el Campeonato Nacional, Santiago Wanderers (campeón de 1968) estableció serias negociaciones con el cuadro calerano, para la incorporación del jugador a las huestes caturras. Con la posibilidad de jugar la Copa Libertadores 1969, el fichaje se haría en las de $150 millones. Finalmente las negociaciones no alcanzaron buen puerto y el jugador partió a Deportes Concepción en 1969, donde obtuvo el título de goleador en 1970, al conseguir 36 dianas, lo que le dio el privilegio de ser hasta hoy el segundo artillero en toda la historia del fútbol chileno, tras Luis Hernán Álvarez, quien convirtió 37 goles en 1963.
Con 136 goles anotados en sus primeras 5 temporadas en Chile, en 1971, es transferido al América, en la época en que Enrique Borja y el también chileno Carlos Reinoso brillaban en la escuadra de los "cremas". En la temporada 1973-1974, cuando "Pata Bendita" se convirtiò en máximo romperredes del fútbol mexicano al conseguir 26 dianas en 34 encuentros. Con este título de goleo, un delantero del América obtenía por cuarto año consecutivo esa distinción (Borja los obtuvo de 1971 a 1973). En ese mismo año América consigue el torneo de Copa al vencer a Cruz Azul 2-0, con goles de "Pata Bendita" y el "Negro" Roberto Hodge.
En la temporada 1975-1976 Osvaldo salió del nido americanista para enrolarse con los Gallos del Jalisco, equipo en donde anotó 91 goles en cuatro temporadas, convirtiéndose en el máximo goleador en la historia de dicha franquicia.
En 1978 regresa a Chile para jugar en Universidad Católica. Solo jugó ocho partidos, entre el 1° de julio y el 20 de agosto, marcando 2 goles.
Regresa a México y en 1979 fue transferido al Deportivo Neza, club en el que anotó 43 goles, convirtiéndose también en su máximo anotador histórico; después en 1981 jugó en el Atlético Potosino y terminó su carrera como jugador profesional con los Pumas de la Universidad Nacional Autónoma de México.
Osvaldo Castro es recordado por su privilegiado y potente disparo de pierna izquierda. Es el quinto máximo goleador en la historia del fútbol mexicano, al haber llegado a anotar 214 goles. Además es, junto con Enrique Borja y François Omam-Biyik, el delantero americanista con más dianas conseguidas en un campeonato largo de liga, con 26 goles.
Actualmente tiene a su cargo un equipo de fuerzas básica de la Universidad Nacional Autónoma de México (UNAM). Desde hace algunos años ha dedicado su vida a la formación de jugadores de alto desempeño a través de la Escuela de Fútbol Osvaldo Castro "Pata Bendita" Colo-Colo, que él mismo dirige con su esposa e hijo Osvaldo Castro Bobadilla. Por su escuela han pasado grandes figuras del fútbol contemporáneo del talle de Luis Ernesto Pérez y Pablo Barrera.

## Selección nacional
Fue internacional con la Selección Chilena y lo hizo de buena manera pero no tan goleador como en los clubes aunque destacó más por su personalidad en la cancha.

### Participaciones en Copas del Mundo
| Mundial              | Sede     | Resultado     |
| -------------------- | -------- | ------------- |
| Copa Mundial de 1974 | Alemania | Primera Ronda |

### Participaciones en Campeonato Sudamericano
| Copa                         | Sede    | Resultado |
| ---------------------------- | ------- | --------- |
| Campeonato Sudamericano 1967 | Uruguay | 3º Lugar  |

### Participaciones en Eliminatorias
| Eliminatorias                    | Sede      | Resultado   |
| -------------------------------- | --------- | ----------- |
| Eliminatorias Sudamericanas 1974 | Alemania  | Clasificado |
| Eliminatorias Sudamericanas 1978 | Argentina | Eliminado   |

### Resumen estadístico
| Club y Selección  | Partidos | Goles | Promedio |
| ----------------- | -------- | ----- | -------- |
| Clubes            | 592      | 351   | 0.59     |
| Selección Chilena | 28       | 7     | 0.25     |
| Total             | 620      | 358   | 0,57     |

## Clubes
| Club                 | País   | Año       |
| -------------------- | ------ | --------- |
| Unión La Calera      | Chile  | 1965-1968 |
| Deportes Concepción  | Chile  | 1969-1971 |
| América              | México | 1972-1975 |
| Club Jalisco         | México | 1975-1978 |
| Universidad Católica | Chile  | 1978      |
| Coyotes Neza         | México | 1979-1981 |
| Atlético Potosino    | México | 1981-1982 |
| UNAM                 | México | 1982-1984 |

## Palmarés

### Campeonatos nacionales
| Título                   | Club                | País   | Año     |
| ------------------------ | ------------------- | ------ | ------- |
| Torneo Provincial        | Deportes Concepción | Chile  | 1970    |
| Copa Francisco Candelori | Deportes Concepción | Chile  | 1970    |
| Copa México              | América             | México | 1973-74 |

### Distinciones individuales
| Distinción                                        | Año                |
| ------------------------------------------------- | ------------------ |
| Máximo goleador de la Primera División de Chile   | 1970               |
| Mejor Deportista del Fútbol Profesional (Chile)   | 1970               |
| Campeón de goleo de la Primera División de México | 1973-74            |
| Máximo goleador de la Copa México                 | 1973-74            |
| Máximo goleador chileno de todos los tiempos      | Partidos oficiales |